# 1918年乌克兰政变
1918年烏克蘭政變，又稱黑特曼政變，是指在1918年4月29日，效忠于乌克兰中将帕夫洛·斯科罗帕茨基的农民和地主在德意志帝国的支持下在首都基辅对乌克兰人民共和国政府发动政变，推翻了烏克蘭中央拉達并任命斯科罗帕茨基为黑特曼。政变起因包括乌克兰中央拉达（议会）与德国占领军之间土地所有权的冲突、乌克兰铁路系统瘫痪以及乌克兰政府安全机构薄弱而关系严重恶化，最终导致政变发生。1918年11月，乌克兰发生了反黑特曼起義。